# Победнице светских првенстава у атлетици на отвореном — 1.500 метара
Дисциплина трчања на 1.500 метара у женској конкуренцији налази се у програму светских првенстава у атлетици од 1. Светског првенства 1983. у Хелсинкију.
Највише успеха у појединачној конкуренцији имала је светска рекордерка Фејт Кипјегон из Кеније са освојене три златне и две сребрне медаље. Рекордерка Светских првенстава са временом од три минута, 51 секунду и 95 стотинки, оствареним 2019. у Дохи  је Сифан Хасан из Холандије. У екипној конкуренцији Кенијке воде са 6 освојених медаља, од којих су три златне. Рускиње су друге са 5 освојених медаља, од којих су три златне, једна сребрна и једна бронзана.
Освајачице медаља на светским првенствима и њихови резултати приказани су у следећој табели. Резултати су дати у формату минути:секунде.стотинке.
| Светско првенство       |                              |                  |                                  |         |                                      |         |
| Хелсинки 1983. детаљи   | Мери Декер САД               | 4:00.90 РСП      | Замира Зајцева СССР              | 4:01.19 | Јекатерина Подкопајева СССР          | 4:02.25 |
| Рим 1987. детаљи        | Татјана Самоленко СССР       | 3:58.56 РСП      | Хилдегард Кернер Источна Немачка | 3:58.67 | Дојна Мелинте Румунија               | 3:59.27 |
| Токио 1991. детаљи      | Хасиба Булмерка Алжир        | 4:02.21          | Татјана Доровска СССР            | 4:02.58 | Људмила Рогачова СССР                | 4:02.72 |
| Штутгарт 1993. детаљи   | Лиу Донг Кина                | 4:00.50          | Соња О'Саливен Ирска             | 4:03.48 | Хасиба Булмерка Алжир                | 4:04.29 |
| Гетеборг 1995. детаљи   | Хасиба Булмерка Алжир        | 4:02.42          | Кели Холмс Велика Британија      | 4:03.04 | Карла Сакраменто Португалија         | 4:03.79 |
| Атина 1997. детаљи      | Карла Сакраменто Португалија | 4:04.24          | Реџина Џејкобс САД               | 4:04.63 | Анита Вејерман Швајцарска            | 4:04.70 |
| Севиља 1999. детаљи     | Светлана Мастеркова Русија   | 3:59.53          | Реџина Џејкобс САД               | 4:00.35 | Кутре Дулеча Етиопија                | 4:00.96 |
| Едмонтон 2001. детаљи   | Габријела Сабо Румунија      | 4:00.57          | Виолета Секељ Румунија           | 4:01.70 | Наталија Горељова Русија             | 4:02.40 |
| Париз 2003. детаљи      | Татјана Томашова Русија      | 3:58.52 РСП      | Суреја Ајхан Турска              | 3:59.04 | Хејли Талет Велика Британија         | 3:59.95 |
| Хелсинки 2005. детаљи   | Татјана Томашова Русија      | 4:00.35          | Олга Јегорова Русија             | 4:01.46 | Бухра Гезиеле Француска              | 4:02.45 |
| Осака 2007. детаљи      | Марјам Јусуф Џамал Бахреин   | 3:58.75          | Ирина Лишчинска Украјина         | 4:00.69 | Данијела Јорданова Бугарска          | 4:00.82 |
| Берлин 2009. детаљи     | Марјам Јусуф Џамал Бахреин   | 4:03.74          | Лиза Добриски Велика Британија   | 4:03.75 | Шенон Роубери САД                    | 4:04.18 |
| Тегу 2011. детаљи       | Џенифер Беринџер Симпсон САД | 4:05.40          | Хана Ингланд Велика Британија    | 4:05.68 | Наталија Родригез Шпанија            | 4:05.87 |
| Москва 2013. детаљи     | Абеба Арегави Шведска        | 4:02.67          | Џенифер Симпсон САД              | 4:02.99 | Хелен Обири Кенија                   | 4:03.86 |
| Пекинг 2015. детаљи     | Гензебе Дибаба Етиопија      | 4:08.09          | Фејт Кипјегон Кенија             | 4:08.96 | Сифан Хасан Холандија                | 4:09.34 |
| Лондон 2017. детаљи     | Фејт Кипјегон Кенија         | 4:02.59          | Џенифер Симпсон САД              | 4:02.76 | Кастер Семења Јужноафричка Република | 4:02.90 |
| Доха 2019. детаљи       | Сифан Хасан Холандија        | 3:51.95 ЕР / РСП | Фејт Кипјегон Кенија             | 3:54.22 | Гудаф Цегај Етиопија                 | 3:54.38 |
| Јуџин 2022. детаљи      | Фејт Кипјегон Кенија         | 3:52.96          | Гудаф Цегај Етиопија             | 3:54.52 | Лора Мјур Велика Британија           | 3:55.28 |
| Будимпешта 2023. детаљи | Фејт Кипјегон Кенија         | 3:54.87          | Дирибе Велтеџи Етиопија          | 3:55.69 | Сифан Хасан Холандија                | 3:56.00 |
| Токио 2025.             |                              |                  |                                  |         |                                      |         |

## Биланс медаља у трци на 1.500 метара
Стање после СП 2023.
|     | Земља                  |    |    |    |    |
| --- | ---------------------- | -- | -- | -- | -- |
| 1.  | Кенија                 | 3  | 2  | 1  | 6  |
| 2.  | Русија                 | 3  | 1  | 1  | 5  |
| 3.  | САД                    | 2  | 4  | 1  | 7  |
| 4.  | Алжир                  | 2  | -  | 1  | 3  |
| 5.  | Бахреин                | 2  | -  | -  | 2  |
| 6.  | СССР                   | 1  | 2  | 2  | 5  |
| 6.  | Етиопија               | 1  | 2  | 2  | 5  |
| 8.  | Румунија               | 1  | 1  | 1  | 3  |
| 9.  | Холандија              | 1  | -  | 2  | 3  |
| 10. | Португалија            | 1  | -  | 1  | 2  |
| 11. | Кина                   | 1  | -  | -  | 1  |
| 11. | Шведска                | 1  | -  | -  | 1  |
| 13. | Уједињено Краљевство   | -  | 3  | 2  | 5  |
| 14. | Источна Немачка        | -  | 1  | -  | 1  |
| 14. | Ирска                  | -  | 1  | -  | 1  |
| 14. | Турска                 | -  | 1  | -  | 1  |
| 14. | Украјина               | -  | 1  | -  | 1  |
| 18  | Швајцарска             | -  | -  | 1  | 1  |
| 18  | Француска              | -  | -  | 1  | 1  |
| 18  | Бугарска               | -  | -  | 1  | 1  |
| 18  | Шпанија                | -  | -  | 1  | 1  |
| 18  | Јужноафричка Република | -  | -  | 1  | 1  |
|     | Укупно 22 земље        | 19 | 19 | 19 | 57 |